# Čierny Balog
Čierný Balog je obec ležící ve Slovenském rudohoří, asi 6 km jižně od města Brezno. Se svými 5 081 obyvateli je jednou z největších vesnic na Slovensku.
Obec vznikla spojením 13 osad rozložených na horním toku Čierného Hronu a jeho přítoků. Tradičním zaměstnáním místního obyvatelstva je pastevectví a těžba dřeva (sekera a capín jsou i v jejím znaku). První osada - Krám začala vznikat v roce 1563, ale první písemná zmínka o obci pochází z roku 1607. Jednalo se o písemné pokyny Rudolfa II. pro funkci lesního šafáře v Brezně.
Během 2. světové války byla obec zapojena do Slovenského národního povstání.
V obci se nachází nádraží a expozice Čiernohronské železnice, která zde tvoří hlavní turistickou atrakci a také Lesnický skanzen Vydrovo ležící ve Vydrovské dolině, kde se každoročně koná jedna z nejoblíbenějších každoročních akcí na Slovensku – Deň Stromu.
Obec leží na úpatí Balockých vrchů.
Na území obce stojí dva kostely: kostel Nanebevzetí Panny Marie ve středu obce a kostel Proměnění Páně v Dobroči. Oba kostely jsou farní a obec je tedy rozčleněna mezi dvě farnosti.

## Historie

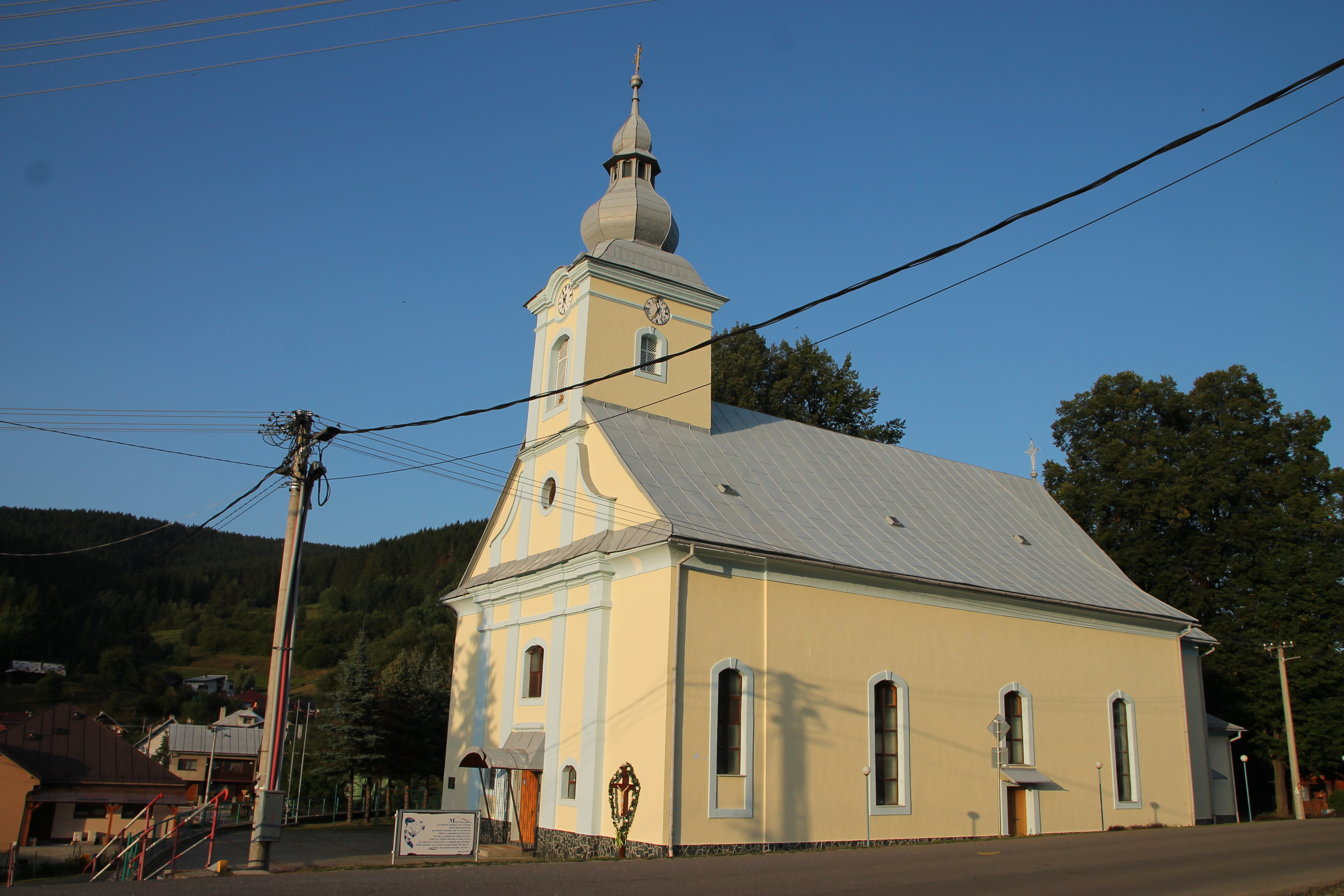
Kostel Nanebevzetí Panny Marie

První zmínka o obci se datuje k roku 1607 kdy 11. června 1607 vydal Rudolf II. listinu pokynů pro lesního šafáře v Brezně. První osada Krám vznikla ovšem už roku 1563 Tento šafář měl kontrolovat 4 dřevorubecké mistry, aby nepodváděli s vyplácením peněz svým učňům.
Nejstarší osada je osada Krám. Postupem času vznikaly ostatní osady v tomto pořadí: Jergov (1615), Balog (1615), Medveďov (1621), Fajtov (1635), Komov (1635), Dobroč (1700), Závodie (1753), Dolina (1787), Pustô (1811), Vydrovo (1836) a Látky (1896). Za 2. světové války byla obec (v té době už celá sjednocena) zapojena do Slovenského národního povstání. Němci při likvidací odboje tutu obec nikdy nedobyli. O tomto odboji psal Peter Jilemnický v knize Kronika. Důkazem je Památník Slovenského národního povstání tyčící se nad obcí a dělo pár metrů od něj.

## Osady

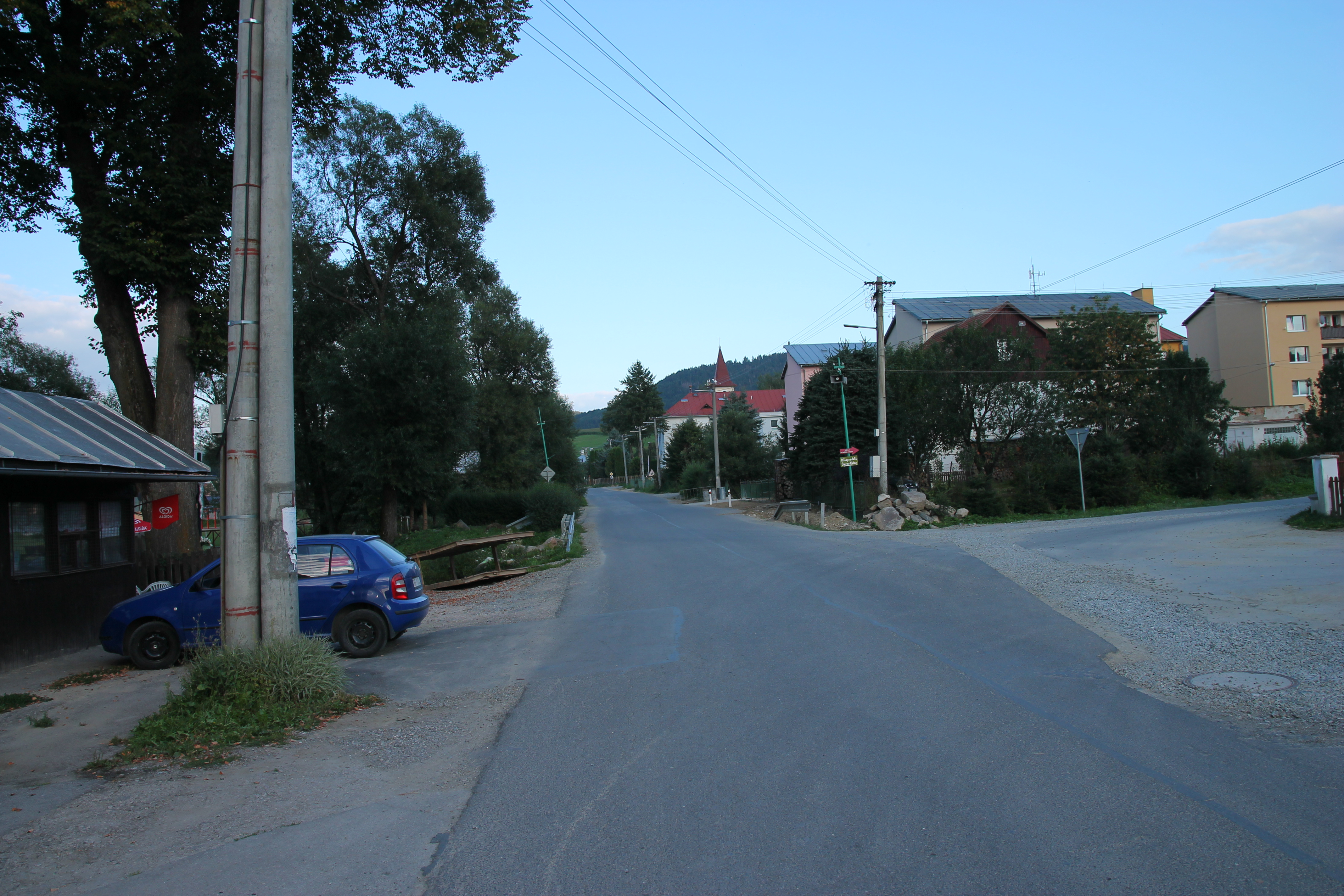
Místní část Dobroč

- Balog
- Dobroč
- Dolina
- Fajtov
- Jánošovka
- Jergov
- Komov
- Krám
- Látky
- Medveďov
- Pustô
- Vydrovo
- Závodie

## Sport
V obci se nachází 2 fotbalové kluby Tatran Čierny Balog a Partizán Čierny Balog – dlouhověcí rivalové. V obci také funguje biatlonový klub, volejbalový klub, hokejový klub, turistický klub, cyklistický klub („vychoval“ např. Petera Sagana) a lyžařské středisko. Nedaleko se nachází biatlonové středisko Osrblie, kde trénují místní rodačky sestry Fialkové.

## Školství
V obci je 1 základní škola a několik mateřských škol.

## Doprava
V obci jezdí autobusová linka na trase Dobroč – Brezno a 2 výletní vlakové linky, jezdící každý den vyjma svátků na trase Dobroč – Chvatimech (nedaleko Podbrezové), na trase Balog – Vydrovo a na trase Balog – Dobroč. Na trase Balog – Dobroč vlak prochází přes areál fotbalového hřiště.

## Partnerská města
- Týniště nad Orlicí, Česko[5]